# マランタ
マランタ（学：Maranta）は、クズウコン科に含まれる属の一つ。またはマランタ科に含まれる植物の総称。クズウコン属とも呼ばれる。

## 特徴
中央アメリカに20種類程度が自生する多年草で、茎が匍匐する種が多い。クズウコン（M.arundinacea）が広く栽培される。観葉植物として多く栽培される種が多く、葉は光沢を持ち、濃い緑色で灰色の斜め模様が入る種が多く、これは近縁種のカラテア属やクテナンテ属も同じような模様がみられる。フィットニア属のベニイロアミメグサの様に葉脈が赤色を帯びる種がある。耐暑性、耐湿性に優れるが、耐寒性には乏しい。株が水分不足状態に陥ると葉が丸まり水分の蒸散を防ぐ形態を持つ。冬季は休眠状態に入るので施肥、灌水は控えめにし、寒さにも当てないようにする。

## 栽培方法
植え付け、植え替えは5～7月頃に行う。肥料も同時期から施肥を開始し、10月頃まで速効性の液体肥料を2週間に一回与えると良い。成長期は水を多く吸収するので水切れに気を付ける。慢性的な水切れは葉先の萎れや葉が丸くなったりして、観賞価値が大きく落ちる。直射日光を嫌い、葉焼けの恐れがある。ただし日陰で育てていると葉の斜め模様が薄くなったり徒長の原因になるので、柔らかい日光が当たる環境下で栽培する。繁殖方法は挿し木がある。植え付けと同じ時期に行う。蔓を2～3節切り取って土に挿しておくと発根し繁殖が可能。

## 名称について

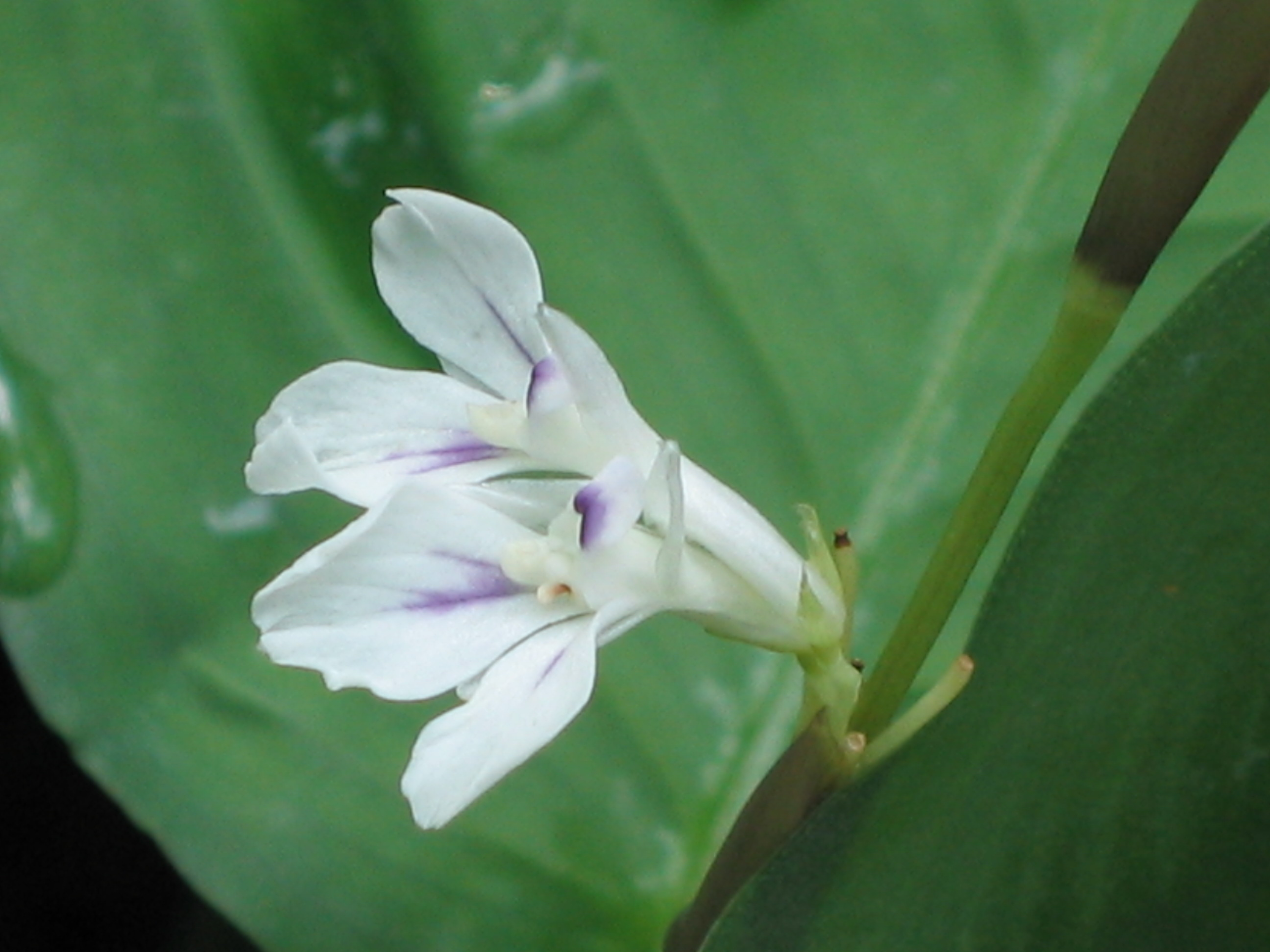
レウコネウラ種の花

属名 Maranta の由来はヴェネツィアの医師であり植物学者のB. マランティーに因む。

## 下位分類
本節では栽培される種を掲載する。参考元はこちら。
- クズウコン

　（Maranta arundinacea）
- マランタ・ビカラー

　（Maranta bicolor）
- マランタ・レウコネウラ

　（Maranta leuconeura）
- マランタ・レウコネウラ・エリトロネウラ

　（Maranta leuconeura var. erythroneura）
- マランタ・レウコネラ・ケルコヴェアナ

　（Maranta leuconeura var. kerchoveana）